# دیدارهای فوتبال ایران و بلاروس
تیم ملی ایران و تیم ملی بلاروس تاکنون ۳ بار در مقابل یکدیگر قرار گرفته‌اند. حاصل این بازیها، ۲ مساوی و یک برد برای تیم ملی بلاروس بوده است 
در این بازیها جمعاً ۷ گل به ثمر رسیده است که ۳ گل سهم تیم ایران و ۴ گل سهم تیم بلاروس می‌باشد
هر سه دیدار بین این دو تیم بازی دوستانه بوده و این دو تیم هیچگاه در یک بازی رسمی به مصاف هم نرفته‌اند

## اولین بازی
اولین بازی بین این دو تیم در تاریخ ۲۹ مرداد ۱۳۸۲ در یک بازی دوستانه در شهر مینسک به مصاف هم رفتند که تیم ملی بلاروس با نتیجه ۲ بر ۱ برنده از زمین خارج شد

## بهترین برد
بهترین و تنها برد تیم ملی بلاروس در برابر ایران با نتیجه ۲ بر ۱ در یک بازی دوستانه به دست آمده است

## بررسی کلی بازیها
| بردهای ایران  | ۰ بازی |              | گل‌های ایران | ۳ گل                             |        | بازی‌های برگزار شده در ایران | ۱ بازی |
| مساوی         | ۲ بازی | گل‌های بلاروس | ۴ گل        | بازی‌های برگزار شده در کشور بی‌طرف | ۱ بازی |                             |        |
| بردهای بلاروس | ۱ بازی |              |             | بازی‌های برگزار شده در بلاروس     | ۱ بازی |                             |        |
| مجموع بازی‌ها  | ۷ بازی | مجموع گل‌ها   | ۷ گل        | مجموع بازی‌ها                     | ۳ بازی |                             |        |

## عنوان بازیها
| #   | عنوان بازی   | تعداد بازی | برد ایران | برد بلاروس | مساوی |
| --- | ------------ | ---------- | --------- | ---------- | ----- |
| ۱   | بازی دوستانه | ۳          | ۰         | ۱          | ۲     |
| جمع | جمع          | ۳          | ۰         | ۱          | ۲     |

## میزبان و میهمان
| بازیهایی که در ایران برگزار شده است       | بازیهایی که در ایران برگزار شده است | بازیهایی که در ایران برگزار شده است | بازیهایی که در ایران برگزار شده است |
| تیم                                       | برد                                 | مساوی                               | باخت                                |
| ----------------------------------------- | ----------------------------------- | ----------------------------------- | ----------------------------------- |
| ایران                                     | ۰                                   | ۱                                   | ۰                                   |
| بلاروس                                    | ۰                                   | ۱                                   | ۰                                   |
| بازیهایی که در بلاروس برگزار شده است      |                                     |                                     |                                     |
| تیم                                       | برد                                 | مساوی                               | باخت                                |
| ایران                                     | ۰                                   | ۰                                   | ۱                                   |
| بلاروس                                    | ۱                                   | ۰                                   | ۰                                   |
| بازیهایی که در کشوری بی‌طرف برگزار شده است |                                     |                                     |                                     |
| تیم                                       | برد                                 | مساوی                               | باخت                                |
| ایران                                     | ۰                                   | ۱                                   | ۰                                   |
| بلاروس                                    | ۰                                   | ۱                                   | ۰                                   |

## فهرست کلی بازیها
| # | تاریخ      | نتیجه بازی         | ورزشگاه / شهر | عنوان بازیها | گلزنان                                                       |
| - | ---------- | ------------------ | ------------- | ------------ | ------------------------------------------------------------ |
| ۳ | ۱۳۹۳/۲/۲۸  | ایران ۰ - ۰ بلاروس | وین، اتریش    | بازی دوستانه | [ ۳ ]                                                        |
| ۲ | ۱۳۸۵/۱۱/۱۸ | ایران ۲ - ۲ بلاروس | آزادی، تهران  | بازی دوستانه | رسول خطیبی (۵) – مهدی رجب‌زاده (۸۸) ** هلِب ویاچسلاو (۵۳ و ۵۹) |
| ۱ | ۱۳۸۲/۵/۲۹  | ایران ۱ - ۲ بلاروس | مینسک، بلاروس | بازی دوستانه | پژمان نوری (۸۴) ** ماکسیم هنکو (۹) – سرجی استانووک (۴۰)      |

## گلزنان
کلا ۳ بازیکن ایرانی و ۳ بازیکن از بلاروس در مصافهای رو در روی این دو تیم موفق به گلزنی شده‌اند و هلِب ویاچسلاو بازیکنی است که در بازی دوم این دو تیم موفق به زدن دو گل در یک بازی شده است

### گلزنان ایران
- ۱ گل : مهدی رجب‌زاده – رسول خطیبی – پژمان نوری

### گلزنان بلاروس
- ۲ گل : هلِب ویاچسلاو
- ۱ گل : سرجی استانووک – ماکسیم هنکو